# Рубежівська волость
Рубежівська волость — історична адміністративно-територіальна одиниця Бахмутського повіту Катеринославської губернії із центром у селі Рубіжне.
Станом на 1886 рік складалася з 17 поселень, 3 сільських громад. Населення — 9958 осіб (6187 чоловічої статі та 5728 — жіночої), 1395 дворових господарств.
|                     | Площа, десятин | У тому числі орної, дес. |
| ------------------- | -------------- | ------------------------ |
| Сільських громад    | 30536          | 21433                    |
| Приватної власності | —              | —                        |
| Іншої власності     | 1537           | 190                      |
| Загалом             | 32073          | 21623                    |

Поселення волості:
- Рубіжне — колишнє державне село при протоці Рубіжна й річці Сіверський Донець за 50 верст від повітового міста, 466 осіб, 164 дворових господарства, поштова станція. За 1½ версти — кам'яновугільна шахта. За 2 верст — кам'яновугільна шахта.
- Привільне — колишнє власницьке село при річці Сіверський Донець, 843 особи, 167 дворових господарств, православна церква, лавка.

Наприкінці 1890-тих волость ліквідовано, територія увійшла до складу Лисичанської волості.